# Werner Messmer (Unternehmer)

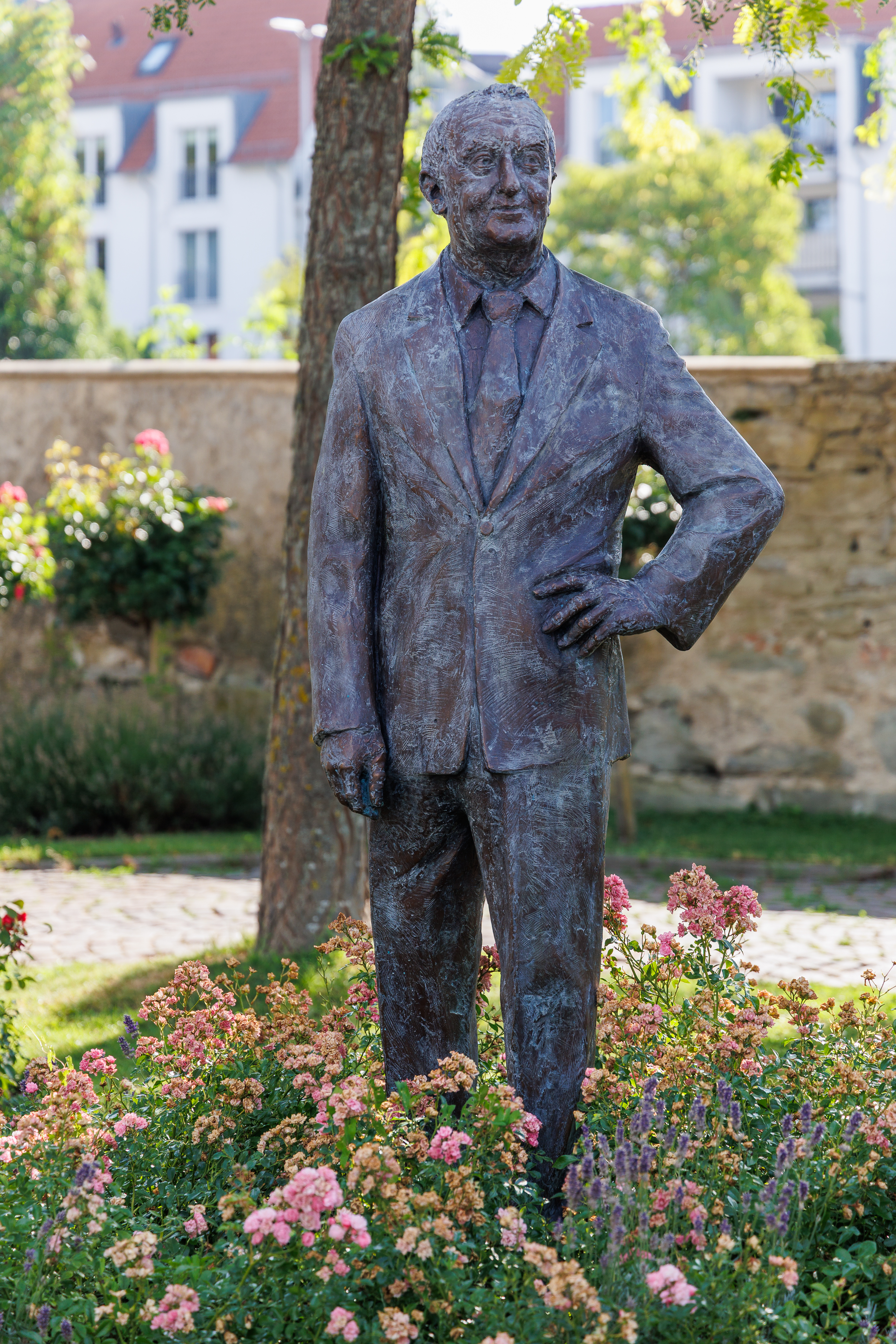
Denkmal im Stadtgarten

Werner Messmer (* 6. Mai 1927 in Espasingen, heute einem Stadtteil von Stockach; † 21. Mai 2016 in Radolfzell am Bodensee) war ein Industrieller und Ehrenbürger der Stadt Radolfzell am Bodensee. Messmer war außerdem Träger des Bundesverdienstkreuzes und Träger der Staufermedaille in Gold des Landes Baden-Württemberg.

## Leben
Messmer besuchte von 1932 bis 1937 die Volksschule in Espasingen und daran anschließend das Suso-Gymnasium in Überlingen am Bodensee. Nach eigenen Angaben wurde Messmer im Januar 1943 als Luftwaffenhelfer in Friedrichshafen eingesetzt, gefolgt vom Reichsarbeitsdienst im November 1943, den er in einer Munitionsfabrik in Haid-Trochtelfingen ableistete. Im Februar 1944 erfolgte Messmers Einberufung zur Wehrmacht. Seiner Infanterie-Ausbildung in Konstanz schloss sich im April 1944 die Offiziersausbildung an der Offiziersschule Schwäbisch Gmünd an. Als Offizier geriet er 1944 bei der Ardennenoffensive in amerikanische Kriegsgefangenschaft, aus der er 1947 entlassen wurde.

## Werk
Nach seiner Entlassung begann Messmer eine kaufmännische Lehre bei der Firma Lemmerz in Radolfzell, die Ventileinsätze für die Autoindustrie lieferte. Dieser Betrieb wurde kurz nach dem Ende seiner Ausbildung insolvent und er kaufte mit geliehenem Geld einiger Freunde die Konkursmasse, zu der auch ein Patent für Öldruckschalter gehörte. Während seiner Kriegsgefangenschaft hatte er erlebt, dass diese Schalter bei der Wartung von Kfz-Motoren gerne ausgetauscht wurden und so war ihm der Wert dieses Patents bewusst. So gründete er bereits im Jahre 1949, zusammen mit seiner späteren Frau Erika und einem Meister die Werner Messmer & Co. in Radolfzell, eine Spezialfabrik für elektrische Autoschalter. Die Firma erlebte einen rasanten Aufstieg: 1954 hatte er 90 Beschäftigte, 1961 schon 300 und bis ins Jahr 1971 hatte waren über 1000 Mitarbeiter in Radolfzell und Zweigstellen in Gailingen, Gottmadingen und Böhringen beschäftigt. Ferner verfügte Messmer über Unternehmensbeteiligungen bzw. -Partnerschaften in Mexiko und Brasilien, wo Autoschalter für die Volkswagen AG produziert wurden.
1973 fusionierte die Firma mit TRW, 1978 übernahm TRW die Firma komplett. Die Zahl der Mitarbeiter blieb noch viele Jahrzehnte stabil. 2014 wurde TRW von ZF Friedrichshafen übernommen, doch nur drei Jahre später wurde die Produktion an den in Hongkong ansässigen Kabelhersteller Luxshare verkauft. Zwar versprach der neue Eigentümer die nun BCS Automotive Interface Solutions genannte Firma langfristig zu unterstützen, doch wurde die Firma zum Ende des Jahres 2024 geschlossen. Zu diesem Zeitpunkt hatte die Firma noch 610 Mitarbeiter.

## Soziales Engagement
Werner Messmer engagierte sich über viele Jahre für gemeinnützige Einrichtungen, Vereine, Schulen, Kindergärten und Kirchen. 1997 verlieh ihm die Stadt Radolfzell die Ehrenbürgerwürde. Gemeinsam mit seiner im Jahre 2014 verstorbenen Frau Erika Messmer gründete Werner Messmer diverse Stiftungen, die vielfältige soziale, caritative und wissenschaftliche Projekte unterstützen und finanzieren, so z. B. einen Kindergarten und ein Klinikum, die nach Messmer benannt wurden, und den seit 2020 verliehenen Wissenschaftspreis der Universität Konstanz für Postdoktoranden.
Ende 2016 gab die Werner und Erika Messmer-Stiftung bekannt, dass gegen Werner Messmer 2007 von der Staatsanwaltschaft Bochum ein Verfahren wegen Steuerhinterziehung in „besonders schwerem Fall“ eingeleitet wurde, nachdem 2006 die Steuerfahndung Wuppertal infolge eines Steuer-CD-Ankaufs des Landes Nordrhein-Westfalen auf Werner Messmer aufmerksam geworden war. Demnach habe Messmer zwischen 2000 und 2004 Kapitalerträge aus einem Liechtensteiner Konto („Stiftung“) hinterzogen; zudem war die Frist für eine Selbstanzeige abgelaufen. Die geforderte Steuernachzahlung belief sich auf 513.000 Euro. Zur „Erlangung der Strafbefreiung“ leistete Messmer darüber hinaus eine Zahlung in Höhe von 500.000 Euro, wodurch das Strafverfahren 2010 eingestellt wurde.